# یوری سوواریان
یوری میکائیلی سوواریان (ارمنی: Յուրի Միքայելի Սուվարյան؛ زادهٔ ۲۵ مهٔ ۱۹۴۳) یک اقتصاددان و استاد اهل ارمنستان است.

## زندگی‌نامه
در ۲۵ مهٔ ۱۹۴۳ در سقناخ به دنیا آمد و از دانشگاه دولتی ایروان فارغ‌التحصیل شد. وی عضو فرهنگستان ملی علوم ارمنستان است. وی همچنین برنده جوایزی همچون دانشمند شایسته جمهوری ارمنستان،  شده است.

## یادداش
1. ↑  Հայաստանի Հանրապետության գիտության վաստակավոր գործիչ